# Moffie
Moffie es una película sudafricana de 2019 escrita y dirigida por Oliver Hermanus. Basada en una obra autobiográfica del novelista Andre Carl van der Merwe, su trama gira en torno a dos jóvenes homosexuales que deben enfrentar los preconceptos durante su servicio militar. La película fue estrenada en el Festival Internacional de Cine de Venecia el 4 de septiembre de 2019 y fue proyectada en otros eventos internacionales.

## Sinopsis
La película está ambientada en 1981 en Sudáfrica y presenta la historia de un adolescente homosexual que completa su servicio militar obligatorio con la Fuerzas de Defensa de Sudáfrica en la frontera con Angola.
El gobierno de la minoría blanca de Sudáfrica está envuelto en un conflicto en su frontera con la Angola comunista. Todos los varones blancos sudafricanos aptos entre 17 y 60 años deben completar dos años de servicio militar obligatorio realizando incursiones en Angola seguidas de campamentos anuales de comandos, tanto de entrenamiento como operacionales. La conscripción se aplicaba a los nacionales sudafricanos, pero ciertos grupos, como los titulares de pasaportes británicos (y otros con doble nacionalidad) podían solicitar una exención.

## Reparto
- Kai Luke Brummer es Nicholas van der Swart
- Ryan de Villiers es Dylan Stassen
- Matthew Vey es Michael Sachs
- Stefan Vermaak es Oscar Fourie
- Hilton Pelser es el sargento Brand
- Wynand Ferreira es Snyman
- Hendrick Nieuwoudt es Roos
- Nicholas van Jaarsveldt es Robert Fields

## Recepción
Moffie cuenta actualmente con un 100% de aprobación en Rotten Tomatoes con base en 29 reseñas, con un rating promedio de 7.9 sobre 10. Su consenso indica: "Moffie utiliza la historia de un soldado sudafricano para luchar contra una serie de cuestiones espinosas - con resultados duros pero gratificantes".
La película fue nominada en la categoría de mejor película en el Festival de Cine de Londres de 2019. Recibió dos nominaciones en el Festival de Cine de Venecia el mismo año, para los galardones Queer Lion y Venice Horizons.